# A szárazföldi növények eredete és korai evolúciója
A szárazföldi növények, azaz Embryophyták (mohák (Bryophyta) és edényes növények (Tracheophyta) eredete és korai evolúciója a középső-paleozoikumban (kb. 480–360 millió éve) az egyik legmeghatározóbb esemény volt a földi élet fejlődéstörténetében. Hatása mind a terresztriális (szárazföldi) szervezetek evolúciójára, mind pedig a globális környezetre igen jelentős mértékű volt. Az utóbbi években a legújabb paleobotanikai (ősnövénytani) felfedezések és a recens növények rendszertani kapcsolatainak feltárására irányuló kutatások legfrissebb eredményei újra felkeltették a kutatók érdeklődését az első szárazföldi növények iránt.

## A kihívások
Az egyik legnagyobb nehézség, mellyel a növényeknek a szárazföldre lépéskor szembe kellett nézniük, a víz nagymértékben korlátozott mértékű hozzáférhetősége és az ezzel kapcsolatos problémák a tápanyag felvételében és szállításában, a növényi test szilárdításában és a víz megtartásában, valamint a szaporodás véghezvitelében. Ezekre a problémákra alapvetően kétféle túlélési stratégia kifejlesztésével válaszoltak a valódi szárazföldi növények:
- a poikilohidrikus növények (pl. mohák) sejtjei kiszáradás után is képesek víztartalmukat visszanyerni és normálisan működni, így vegetatív állapotban nagymértékben tolerálják a kiszáradást;
- a homoiohidrikus növények (edényesek), biokémiai és anatómiai változások, újítások révén, viszonylag stabilan hidratált belső környezetet tartanak fenn.

Míg a poikilohidrikus mohák általában az instabil, viszontagságos környezetek, illetve efemer élőhelyek pionír szervezetei, addig a homoiohidrikus edényes növények az ettől eltérő élőhelyek, így a szárazföldi ökoszisztémák jelentős részének legsikeresebb kolonizálói.

## A korai szárazföldi növények fosszilis bizonyítékai
A szárazföldi növények korai evolúciójáról a legtöbb információt spóra és makrofosszília maradványok szolgáltatják. Ezen fosszíliák típusainak relatív abundancia-viszonyaiból egy időbeli mintázat rajzolódik ki, mely alapján Gray három korszakot különít el a szárazföldi növények korai evolúciójában: 
- Eoembryophytikus szakasz: Középső ordovíciumtól kora szilurig, kb. 476-432 millió évig tartó időszak, melyben fosszilis spóra-tetrádok bizonyítják a szárazföldi növények jelenlétét. A tetraéderes elrendeződés alapján ezek a spóra-tetrádok meiózissal létrejött haploid sejtek, melyek fala ellenálló volt, és valószínűleg sporopollenint tartalmazott.[1] A spórákat produkáló első szárazföldi növények a spóra típusok, a spórafal szerkezet és a kutikula struktúra alapján, valószínűleg májmoha-szerű növények lehettek.[3]
- Eotracheophytikus szakasz: Kora szilurtól kora devonig, kb. 432–402 millió évig tartó időszak, melyben a spóra-tetrádok relatíve ritkábbá válnak, és előtérbe kerülnek az egyszerű spórák, melyek a becősmohákra (szarvasmohák), lombosmohákra és a korai valódi edényes növényekre (Eutracheophyta) jellemző.[3] A spórák sokfélesége arra utal, hogy a szárazföldi növények sokkal diverzebbek voltak, mint azt az ebből a korból előkerült szárazföldi növények makrofosszíliái sejtetni engednék. A középső szilurban jelennek meg a fosszilis rekordban az első makrofosszíliák, melyeket korpafűfélék (pl. Baragwanathia) és korai rokonaik (pl. zosterophyllumok, Cooksonia néhány faja) képviselnek. Ezek a viszonylag kis termetű (~ 10 cm) növények, melyek a valódi edényes növények rokonai, a devon időszakig bezáróan növekvő diverzitást mutatnak. Sokféleségük arra utal, hogy az edényes növények legkésőbb a középső szilur időszakban már megjelentek.
- Eutracheophytikus szakasz: Kora devontól középső permig, kb. 398–256 millió évig terjedő időszak. Ebben a szakaszban a kora devon időszakot óriási diverzitásnövekedés jellemzi, melyre tipikus példát a Rhynie tűzkő,[4] a Rajna völgyi és a Yunnani fosszilis növény-együttesek szolgáltatják. Ezek közt az együttesek közt találjuk meg sok ma élő csoport első megjelenési formáit, és követhetjük nyomon korai diverzifikációjukat.

## A szárazföld meghódításával kapcsolatos növényi újítások
A filogenetikai vizsgálatok szerint a monofiletikus szárazföldi növények a csillárkamoszatoktól (Charophyceae) származnak. A mai csillárkamoszat-fajok életmódja alapján a szárazföld meghódítását általában édesvízből kiindulva képzelik el, bár nagyon sok paleozoikumi csillárkamoszat tengeri üledékekből került elő. A mai csillárkamoszatok sok tulajdonságukban pl. kutin, fenolvegyületek termelésében hasonlítanak a szárazföldi növényekre, azonban hiányzik a jól fejlett sporofiton, az ivarszervekkel ellátott gametofiton, a kutikula és a sporopollenin-falú, szél által szállított spóra, mely tulajdonságok a diploid fázis többsejtűvé alakulásával együtt valószínűleg mind a szárazföldre lépéssel kapcsolatos növényi újítások voltak. 
Az új fizikai környezet (édesvíz helyett gáz közeg) kulcsfontosságú fiziológiai és strukturális változásokat eredményezett a növényekben. Fiziológiai újítás például, hogy a korábbi metabolikus útvonalak átalakulásával megkezdődött a lignin, flavonoidok, kutin és a legkülönfélébb növényi hormonok szintézise. Strukturális fejlettség szempontjából a korai szárazföldi növények kis termetűek, és egyszerű felépítésűek voltak. Néhány állatcsoporthoz hasonlóan, az alapvető szervek internalizációja (pl. ivarszervek) és az impermeábilis külső felszín, a viaszos kutikula létrejötte, mely csökkenti a párolgást, így a növény vízveszteségét, a szárazföldi körülményekre adott növényi válaszként értelmezhetők. Ezek a változások a fa- és háncselemekből (xilém és floém) fölépülő szállítószövetek és a speciális sejtfalvastagodások révén megjelenő szilárdítószövetek, a gázcserét elősegítő gázcserenyílások (sztómák) és intercelluláris terek és a többsejtű ivari és spóraképző szervek kialakulását, azaz differenciáltabb növények létrejöttét eredményezték. 
A gyorsan kialakult magassági verseny egyik következménye a sejtoldatok töményebbé válása és újabb élőhelyek betelepítése lett. Ugyancsak fontos következmény a szilárdító szövetek, elsősorban a lignin megjelenése. A szárazföldi lebontó szervezetek — baktériumok és gombák — az új anyaggal évmilliókig nem tudtak megbirkózni, ezért az első fák szerves anyaga sosem látott mértékben fosszilizálódott, majd alakult kőszénné. A szén ilyetén kivonása miatt a levegő széndioxid-tartalma a korábbi töredékére esett vissza. Az első, a lignin lebontására képes és ezzel a szerves anyag körforgását a korábbi szint töredékén stabilizáló tömlősgombák („Ascomycota”) a karbon időszak közepére-végére alakultak ki.
Az edényes növények morfológiai komplexitása egyre inkább a sporofiton jellemezőjévé vált; a gametofiton fázis elcsökevényesedett. A tenyészcsúccsal növekedés és az elágazásrendszer kialakulásával, a spóraképző szervek késleltetett fejlődésével felépítésük még komplexebb lett, és ez tovább növelte a formák változatosságát. Ezt a koraitól a későbbi edényesek felé mutató átmeneti folyamatot jól tükrözik a fosszíliák. A fosszilis szárazföldi edényesek ősi alakjainál például a gametofiton még jól fejlett, benne tracheidákat és sztómákat látunk, viszont a mai edényesek gametofitonja alig pár sejtes. A páfrányok és a magvas növények morfológiai diverzitásának jó része egyértelműen az elágazásrendszerek levéllé módosulásával magyarázható. Ezzel szemben a fenotípusos plaszticitás — például a merisztémák hormonálisan szabályozott szakaszos működése — a korpafüvek és az Euphyllophyták (zsurlók, páfrányok és magvas növények) vonalára egyaránt jellemző.

## A szárazföldi növények hatása a korai terresztriális ökoszisztémákra
A szárazföldi növények nagymértékben befolyásolták az energia- és tápanyagáramlást a szárazföldi és édesvízi ökoszisztémák közt, így, nem meglepő módon, jelentős hatással voltak az ezekben az ökoszisztémákban élő állatok evolúciójára is. A szilur és a devon időszakban zajló vegetációtörténeti események atmoszferikus és egyéb globális környezeti változásokat okoztak. A légköri széndioxid csökkenésében például fontos szerepet tulajdonítanak a gyökérzet kialakulásának, mely mechanikai, illetve talajt savanyító hatására beindul a kalcium- és magnézium-szilikátok CO2-t megkötő mállása. A faméretű növényeket rögzíteni képes gyökérzet, melynek első makrofosszíliái a középső-késő devonból kerültek elő, több csoportban egymástól függetlenül alakult ki.
A szilárdítószövet-rendszeren és ligninen kívül, a hatalmas méretek eléréséhez nélkülözhetetlen a laterális merisztéma, azaz kambium jelenléte, melynek kialakulását valószínűleg a fényért folytatott versengés indította el. A középső devon időszakra több csoportban, egymástól független fejlődésvonalon, fatermetű fajok, ezzel együtt pedig több lombkorona-szintű erdőségek alakultak ki. A nehezen lebontható, lignifikált holt faanyag lebontása miatt ekkorra már biztosan jelen voltak a lignin-bontó gombák is.
Az első szárazföldi növények valószínűleg egy baktériumok és protisták által uralt ökoszisztémába kerültek, melyekben a legkülönfélébb algák, zuzmók és gombák a késő Proterozoikum óta jelen voltak. A rejtélyes Prototaxites például, melynek 70 cm átmérőjű „törzse” volt, minden valószínűség szerint a gombák változatos csoportjába tartozó szervezet. Kora devon makrofosszíliákban arbuszkuláris mikorrhizára utaló nyomokat is felfedeztek, melyből arra következtettek, hogy a szárazföld meghódításának előfeltétele lehetett az edényes növények és gombák között kialakuló szimbiózis.
A szárazföldi növények és állatok közti legkorábbi interakcióban az ízeltlábúak először csak a holt növényi részeket fogyasztó detritivórokként (lebontók) jelentek meg, míg az élő növényi anyagot fogyasztó táplálkozási stratégia, a herbivória csak később alakulhatott ki. Közvetlen herbivóriára utaló nyomok közt tartják számon a növény sérülésekre adott szöveti válaszát, a rágásnyomokat, és a spórákat tartalmazó és feltehetően ízeltlábúaktól származó koprolitokat.